# غرفة تعذيب

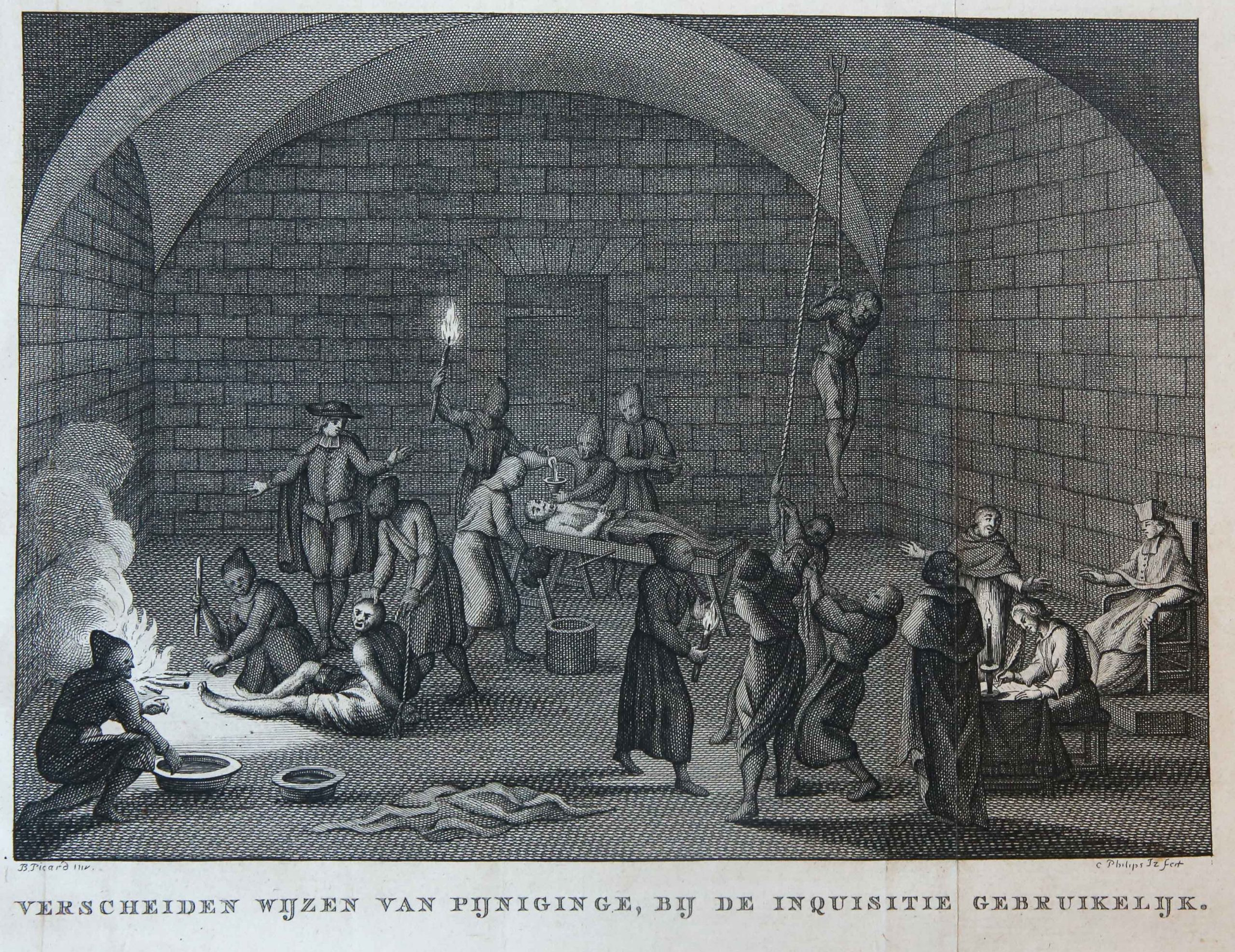
تصوير فنان لغرفة تعذيب محاكم التفتيش، 1736. وينظر المحققون وكاتب على اليمين. كان المحققون حاضرين لسماع الاعتراف، بمجرد أن تخلى ضحية التعذيب عن مقاومته، وسجله الكاتب. الستروبادو، أي نظام الحبل والبكرة الذي يتم من خلاله رفع الضحايا، مع ربط أيديهم خلف ظهورهم وحبل الرفع المرتبط بمعصميهم، ثم إنزالهم بعنف من سقف الغرفة، يظهر على اليمين.

غرفة التعذيب أو حجرة التعذيب هي غرفة يمارس فيها التعذيب. كانت غرفة التعذيب في العصور الوسطى بلا نوافذ وغالباً ما يتم بناؤها تحت الأرض، وقد أضاءتها بعض الشموع وتم تصميمها خصيصًا لبث «الرعب والرهبة واليأس» على أي شخص باستثناء أولئك الذين يمتلكون عقلًا قويًا و«أعصاب فولاذية».
تاريخيا، كانت غرف التعذيب تقع في القصور الملكية، في قلاع النبلاء وحتى المباني التابعة للكنيسة. لقد أظهروا أبواب مصيدة سرية يمكن تفعيلها لإلقاء الضحايا في الأبراج المحصنة المظلمة حيث بقوا وماتوا في النهاية. وقد انتشرت بقايا الهياكل العظمية للأشخاص الذين اختفوا على أرضية الأبراج المحصنة المخفية. وفي أحيان أخرى، كانت الأبراج المحصنة تحت أبواب الفخاخ تضمنت حفر الماء حيث ألقيت الضحية لتغرق بعد جلسة تعذيب طويلة في الغرفة أعلاه.
في بيرو، تم بناء غرف التعذيب في محاكم التفتيش على وجه التحديد بجدران سميكة حتى لا تصل صرخات الضحايا ولا يمكن سماع صوتهم من الخارج. استخدمت تصميمات أخرى أكثر تعقيدًا مبادئ الصوتيات لكبت صرخات المعذبين وتضمنت جدرانًا تتدلى وتبرز بطريقة تعكس صرخات الضحايا حتى لا يتم نقل الأصوات إلى الخارج.
تم استخدام مجرد وجود غرفة التعذيب كشكل من أشكال التخويف والإكراه. تم عرض الضحايا على الغرفة أولاً، وإذا اعترفوا فلن يتعرضوا للتعذيب داخلها. في أوقات أخرى، تم استخدام غرفة التعذيب كوجهة نهائية في سلسلة من زنازين السجون حيث سيتم نقل الضحايا تدريجياً من نوع من الزنازين إلى آخر، في ظل ظروف السجن المتدهورة تدريجياً، وإذا لم يتراجعوا في المراحل السابقة سيصل في النهاية إلى غرفة التعذيب. المرحلة الأخيرة من الذهاب فعلاً إلى غرفة التعذيب نفسها، قبل بدء التعذيب مباشرة، كانت تسمى بشكل ملطف «السؤال».

## التاريخ

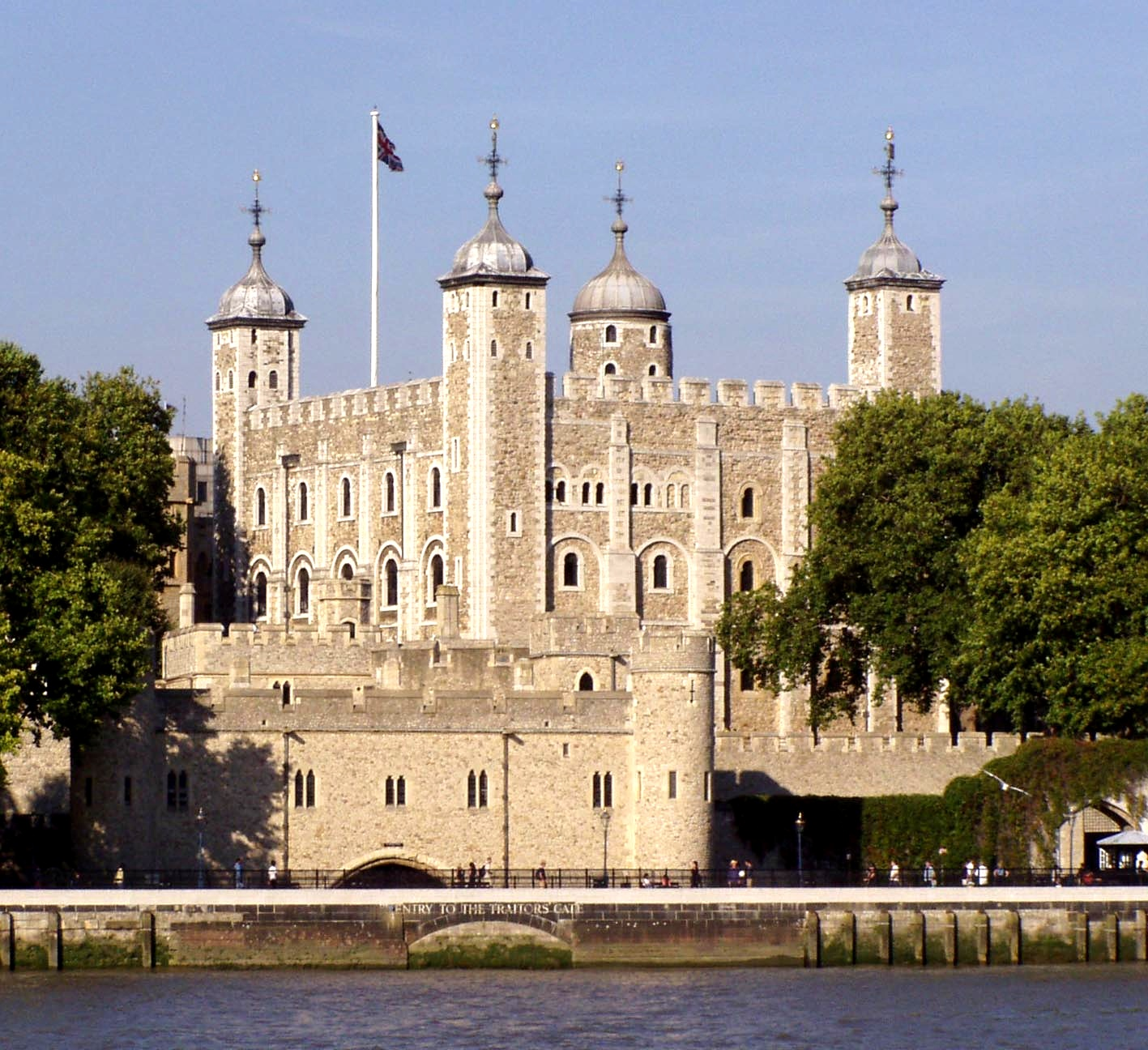
برج لندن وبوابة تريتور. في العصور الوسطى، تم تم تعذيبه في غرفة

استخدمت غرف التعذيب على مر التاريخ بطرق متعددة ابتداءً من العصر الروماني. كان استخدام غرفة التعذيب أثناء العصور الوسطى متكررًا. أدى الاضطهاد الديني والاجتماعي والسياسي إلى استخدام التعذيب على نطاق واسع خلال تلك الفترة. تم استخدام غرف التعذيب أيضًا أثناء محاكم التفتيش الإسبانية وفي برج لندن.
مثال آخر على غرفة التعذيب، التي لا يعرفها الكثيرون، هو «برج اللصوص» في منطقة الألزاس في فرنسا. وبمجرد أن تم استخدام برج للتعذيب، أصبح الآن متحفًا صغيرًا يعرض أدوات يستخدمها السجانون لإجبارهم على الاعتراف بالجرائم.
في البندقية، كان في قصر دوجي غرفة تعذيب خاصة، والتي اعتبرت ذات أهمية لدرجة أن عمليات التجديد بدأت في عام 1507 حتى يمكن الحفاظ على جدران الغرفة قوية وآمنة.

## كتب
- Joseph Anthony Amato؛ David Monge (نوفمبر 1990). Victims and values: a history and a theory of suffering. Greenwood Press. ISBN:978-0-313-25903-6. مؤرشف من الأصل في 2020-04-13. اطلع عليه بتاريخ 2011-08-30.  Joseph Anthony Amato؛ David Monge (نوفمبر 1990). Victims and values: a history and a theory of suffering. Greenwood Press. ISBN:978-0-313-25903-6. مؤرشف من الأصل في 2020-04-13. اطلع عليه بتاريخ 2011-08-30.  Joseph Anthony Amato؛ David Monge (نوفمبر 1990). Victims and values: a history and a theory of suffering. Greenwood Press. ISBN:978-0-313-25903-6. مؤرشف من الأصل في 2020-04-13. اطلع عليه بتاريخ 2011-08-30.
- Guida Billingue all mostra di Strumenti di Tortura Chamber dal Medioeve all Epoca Industriale. روبرتو هيلد. فلورنسا، Qua d 'Arno 1983.[12]
- «الكفن الحديدي» بقلم ويليام مودفورد، قصة قصيرة، نُشرت أيضًا ككتاب مصغر، عن غرفة تعذيب حديدية تتقلص من خلال العمل الميكانيكي وفي النهاية تسحق الضحية بداخلها.[13] يُعتقد أن إدغار آلان بو قد تأثر بقصة مودفورد عندما كتب الحفرة والبندول.[14][15][16]